# Я — кіборг, але це нормально
Я — кіборг, але це нормально (싸이보그지만 괜찮아; Saibogujiman kwenchana) — південнокорейська романтична комедія 2006 року режисера Пак Чхан Ука.
Приз Азійської кінопремії, розроблений гонконзьким художником-постановником Вільямом Чангом, був вперше продемонстрований 13 лютого 2007 року на урочистій зустрічі в Берліні, влаштованій Радою з розвитку торгівлі Гонконгу з нагоди оголошення «Я кіборг, але це нормально» фільмом, що відкриватиме 31-й Гонконзький міжнародний кінофестиваль. Приз Альфреда Бауера — лауреат-2007.

## Про фільм
Відділення психіатричної лікарні, двоє молодих пацієнтів. Дівчина вихована психічно нездоровою бабусею, що харчувалася гризучи, як миша.
Коли бабусю насильно відвозять до лікарні, і вдома залишається її вставна щелепа, дівчинка вирішує, що вона — кіборг, який заряджається енергією від батарейок. А її місія полягає в тому, щоб доставити бабусі до лікарні залишену вдома вставну щелепу та помститися лікарям.
Після травматичної спроби підключення проводів до вен вона сама опиняється у психіатричній лікарні. Пацієнт із сусідньої палати намагається їй допомогти. Його прагнення закінчуються певним успіхом та романтичним розвитком відносин.

## Знімались
| Актор       | Роль       |
| ----------- | ---------- |
| Ім Су Чон   | Ча Йон Кун |
| Пак Бьон Юн | Кім Юн-Боп |
| Кім Бьон-ок | суддя      |
| О Дал-су    | Шин        |